# Jack Quaid
Jack Henry Quaid (* 24. dubna 1992 Los Angeles, Kalifornie, USA) je americký herec.
Je synem herců Dennise Quaida a Meg Ryanové. Vystudoval Tisch School of the Arts. Ve filmu debutoval v roce 2012 rolí Marvela ve snímku Hunger Games, v dalších letech se objevil například ve snímcích Dopisy z války (2015), Loganovi parťáci (2017) či Rampage Ničitelé (2018). Roku 2016 ztvárnil hlavní roli v seriálu Vinyl, od roku 2019 působí v seriálu The Boys a od roku 2020 v seriálu Star Trek: Lower Decks.

## Filmografie

### Film
| Rok  | Název                                          | Role                    | Poznámky |
| ---- | ---------------------------------------------- | ----------------------- | -------- |
| 2012 | Hunger Games                                   | Marvel                  |          |
| 2012 | The World is Watching: Making the Hunger Games | sám sebe                | dokument |
| 2012 | Just 45 Minutes from Broadway                  | Danny                   |          |
| 2013 | Hunger Games: Vražedná pomsta                  | Marvel                  | cameo    |
| 2014 | Just Before I Go                               | Dylan                   |          |
| 2015 | Running Wild                                   | Eric                    |          |
| 2015 | Dopisy z války                                 | Marcus Macauley         |          |
| 2016 | Vineland                                       | Cole                    |          |
| 2017 | Tragedy Girls                                  | Jordan Welch            |          |
| 2017 | Loganovi parťáci                               | Fish Bang               |          |
| 2018 | Rampage Ničitelé                               | Connor                  |          |
| 2018 | Yeti: Ledové dobrodružství                     | Pilot (hlas)            |          |
| 2019 | Svatební radosti                               | Ben King                |          |
| 2021 | Batman: The Long Halloween                     | Alberto Falcone (hlas)  |          |
| 2022 | Vřískot                                        | Richard „Richie“ Kirsch |          |
| 2023 | Vřískot 6                                      | Richard „Richie“ Kirsch | cameo    |
| 2023 | Oppenheimer                                    | Richard Feynman         |          |
| 2025 | Společník                                      | Josh                    |          |
| 2025 | Novokain                                       | Nathan Caine            |          |

### Televize
| Rok        | Název                       | Role                                     | Poznámky                               |
| ---------- | --------------------------- | ---------------------------------------- | -------------------------------------- |
| 2013       | Mrs.                        | Jack                                     | díl: The Blind Date                    |
| 2016       | Vinyl                       | Clark Morelle                            | hlavní role, 10 dílů                   |
| 2017       | Workaholics                 | Clark                                    | díl: Party Gawds                       |
| 2017       | The Tap                     | Warren Michaels                          | pilotní díl                            |
| 2019–dosud | Banda                       | Hughie Campbell                          | hlavní role                            |
| 2019–2020  | Herveyho děvčata – napořád! | Richie Rich                              | hlavní role, 27 dílů                   |
| 2020–2024  | Star Trek: Lower Decks      | praporčík Bradward „Brad“ Boimler (hlas) | hlavní role                            |
| 2020–2021  | The Ready Room              | sám sebe                                 | 3 díly                                 |
| 2020       | Aunty Donna: Zábavný dům    | Clyde Whittings                          | díl: Lympiáda                          |
| 2021       | Solární protipóly           | Různé role (hlas)                        | díl: Úplně nejvíc nejskvělejší paprsek |
| 2021       | Sami                        | Zen (hlas)                               | díl: Sasha                             |
| 2023       | My Adventures with Superman | Clark Kent / Kal-El / Superman (hlas)    |                                        |

### Videohry
| Rok  | Název                          | Role    | Poznámky |
| ---- | ------------------------------ | ------- | -------- |
| 2014 | Middle-earth: Shadow of Mordor | Dirhael |          |
| 2017 | Middle-earth: Shadow of War    | Dirhael |          |

### Internet
| Rok  | Název                                                | Role            | Poznámky |
| ---- | ---------------------------------------------------- | --------------- | -------- |
| 2021 | Vought News Network: Seven on 7 with Cameron Coleman | Hughie Campbell |          |
| 2022 | Best of the Worst                                    | sám sebe        | 1 díl    |

### Hudební videoklipy
| Rok  | Název skladby                | Umělec                       |
| ---- | ---------------------------- | ---------------------------- |
| 2018 | Have You Ever Seen the Rain? | Creedence Clearwater Revival |